# María Luisa Carcedo Roces
María Luisa Carcedo Roces (Samartín del Rei Aurelio, Astúries, 30 d'agost de 1953) és una política espanyola del PSOE, exministra de Sanitat del Govern d'Espanya després de la dimissió de Carmen Montón. També és Secretària de Sanitat de la Comissió Executiva Federal del PSOE. Va ser senadora i secretària general del Grup Socialista en el Senat.

## Biografia
És llicenciada en medicina i cirurgia per la Universitat d'Oviedo i diplomada en medicina d'empresa. Va dur a terme la seva activitat professional en l'Atenció Primària de Salut des de 1978 fins al 1984, i des de 1995 està destinada al Centre de Salut del Natahoyo, a Gijón.
Vinculada al PSOE des de molt jove, va començar a tenir càrrecs de responsabilitat política el 1984, com a Directora Sectorial d'Ambulatoris a l'Àrea Sanitària de la Valle del Nalón, càrrec que va mantenir fins que el 1988 va ser nomenada Directora Regional de Salut Pública del Govern del Principat d'Astúries presidit per Pedro de Silva.
En les eleccions autonòmiques de 1991 va formar part de la candidatura del PSOE a la Junta General d'Astúries, on fou escollida diputada (III legislatura). Entre 1991 i 1995 va ser Consellera de Medi ambient i Urbanisme dels Governs d'Astúries presidits per Juan Luis Rodríguez-Vigil i Antonio Trevín.
Va revalidar el seu escó de diputada autonòmica a les eleccions de 1995 (IV legislatura), 1999 (V legislatura) i 2003 (VI legislatura). Va ser, a més, la portaveu del Grup Parlamentari Socialista a la JGPA durant la V legislatura, i des de la constitució de la càmera a la VI legislatura fins que va renunciar al seu escó, per formar part de la candidatura del PSOE al Congrés dels Diputats a les eleccions generals d'aquest any. Va ser escollida diputada al Congrés, i va revalidar el seu escó a les eleccions de 2008, encara que va haver de renunciar en acceptar la proposta de la llavors Ministra d'Administracions Públiques, Elena Salgado, de fer-se càrrec de l'Agència Estatal d'Avaluació de Polítiques Públiques, càrrec que va exercir fins a les eleccions generals de 2011, en les quals va revalidar de nou el seu escó al Congrés.
Després del Congrés Extraordinari celebrat pel PSOE al juliol de 2014, va passar a formar part de la Comissió Executiva Federal del partit com a Secretària de Benestar Social, renunciant a la Secretaria d'Economia, Ocupació i Sostenibilitat que fins llavors exercia en la Comissió Executiva de la FSA-PSOE.
Al febrer de 2016 va ser una de les persones de confiança escollides per Pedro Sánchez per a la negociació amb altres forces polítiques a fi d'accedir al govern.
Després d'apostar per Pedro Sánchez en les primàries de 2017, aquest li va atorgar el càrrec de Secretària executiva de Sanitat i li va tornar el càrrec que li havia tret la gestora i que ja havia exercit amb anterioritat, el de número dos dels Socialistes al Senat i Secretària general en aquesta càmera.